# Војна историја Италије у Другом светском рату

## Италијански империјализам (1919—1939)
Непосредно после окончања Првог светског рата, Италија је преживљавала озбиљну економску и политичку кризу. Италијанска буржоазија и велики земљопоседници, у жељи да избегну револуцију, помагали су фашистички покрет чији су први борбени одреди формирани већ 1919. Фашисти, под вођством Бенита Мусолинија, извршили су у октобру 1922. државни удар (поход на Рим) и преузели власт у земљи. Одмах потом забрањене су радничке организације и Комунистичка партија Италије. Сва власт у земљи прешла је у руке фашиста, који су завели диктатуру.

### Дипломатски успеси
Спољна политика Италије, незадовољне версајским мировним системом (обећања дата Италији Лондонским споразумом из 1915. испуњена су само делимично) који јој је доделио другоразредну улогу (иза Велике Британије и Француске), између две рата била је изразито империјалистичка. Мусолини је пред спољну политику поставио задатак обнове Римске Империје. Непосредни циљеви били су:
- борба за превласт у Средоземном мору;
- обезбеђење доминантне улоге на Балкану;
- стицање права на нове колоније (због пустињског карактера поседа у Африци и пренасељености и одсуства сировина у метрополи).[1]

Фашистичка спољна политика била је нарочито усмерена према Балкану (Југославија, Албанија и Грчка), француским поседима у Африци (Тунис) и деловима француске метрополе (Корзика, Савоја, Ница). До учвршћења Хитлерове власти у Немачкој, фашистичка Италија је претежно подржавала Велику Британију, која је заузврат повремено подржавала Италију тамо где њени властити интереси нису били битније угрожени; то је чинила и Француска у тежњи да бар делимично задовољи италијанске захтеве на рачун других држава. У таквим условима Италија је успела да оствари део свог империјалистичког програма дипломатским путем: 1919. окупирала је Ријеку (анектирана 1924), августа 1921. анектирала је албанско острво Сезан, Лозанским уговором (21. јуна 1923) добила је Додеканезе, августа 1923. окупирала је Крф (повукла се након британског ултиматума). Тиранским пактом (27. новембра 1926) Италија је добила право да размести трупе у Албанији, а споразумом о регулисању интересних сфера у Африци (7. јануара 1935) Француска јој је уступила Тибести у Сахари и Думејру у Сомалији.

### Окупација Етиопије и Албаније
Године 1935, фашистичка Италија је извршила агресију на Етиопију, а 1936-1939. непосредно је интервенисала на страни Франка у шпанском грађанском рату. Охрабрена британским и француским признањем анексије Етиопије 1938, фашистичка Италија је 7. априла извршила изненадни напад на Албанију. Пошто су италијански инструктори у јединицама и установама албанске армије паралисали отпор Албанаца, окупација је завршена до 13. априла; три дана касније италијански краљ проглашен је за краља Албаније.

### Силе Осовине
Од јуна 1934. када су се у Венецији први пут састали Хитлер и Мусолини, започело је повезивање фашистичке Италије са нацистичком Немачком. Протоколом од 25. октобра 1936. образована је осовина Рим-Берлин. Следеће године Италија је 6. фебруара приступила Антикоминтерна пакту и, по угледу на Немачку и Јапан, иступила 11. децембра 1937. из Друштва народа, које је Мусолини прогласио главним националним непријатељем Италије. Пакт о савезу потписан је са Немачком 22. маја 1939. (тзв. Челични пакт), а Тројни пакт са Немачком и Јапаном 27. септембра 1940.

## Оружане снаге
Упоредо са дипломатским и политичким припремама за рат, текле су и војне припреме. Од 325.800 људи 1927. италијанске оружане снаге порасле су 1935. на 621.600. У исто време убрзано је изграђивана модерна ратна флота и РВ које је са 1.860 авиона, средином 1934, представљало једну од најјачих ваздушних флота у Европи. У току агресије на Етиопију (1935—36) и интервенције у Шпанији (1936—39) оружане снаге расле су из године у годину. На дан ступања Италије у Други светски рат (10. јуна 1940) КоВ имала је 1.634.950 људи, а ратно ваздухопловство имало је 2.950 авиона (око 2.000 прве борбене линије). Ратна морнарица је заузимала треће место у Европи: имала је око 270 ратних бродова (6 бојних бродова, 19 крстарица, 61 разарач и 115 подморница). Оружане снаге састојале су се од националних и колонијалних трупа. На челу Врховне команде сва три вида оружаних снага од почетка 1940. био је Мусолини.

### Копнена војска
Непосредно пред рат КоВ је имала 72 дивизије (45 пешадијских, 5 алпских, 12 ауто-транспортних, 3 оклопне, 3 брзе, 2 моторизоване и 2 либијске). Ове снаге биле су подељене у три групе армија (9 армија са 24 корпуса).
- пешадијске дивизије (12.979 људи) имале су 2 пешадијска пука (од по 3 батаљона), 1 артиљеријски пук (3 дивизиона са 12 хаубица 100 mm, 24 топа 75 mm и 8 ПВ топова 20 mm), 1 минобацачки батаљон (са 126 лаких (45 mm) и 30 средњих (81 mm) минобацача) и 1 легион фашистичке милиције (од 2 батаљона).[3]
- алпске дивизије (14.786 људи): 2 планинска пука (по 3 батаљона) и један артиљеријски пук (од 2 хаубичка дивизиона-24 хаубице 75 mm, 54 лака и 24 средња минобацача).[3]
- брзе дивизије (7.300 људи): 2 коњичка пука, један берсаљерски пук (1 батаљон мотоциклиста и два батаљона моторизоване пешадије), 1 артиљеријски пук (24 топа 75 mm, 8 ПТ топова 47 mm и 16 ПВ топова 20 mm) и 1 батаљон лаких тенкова (61 лаки тенк, 418 аутомобила, 539 мотоцикала, 2.500 бицикала).[3]
- моторизоване дивизије (10. 500 људи): два пешадијска пука (по 2 батаљона), 1 берсаљерски пук и 1 артиљеријски пук (3 дивизиона) са механичком вучом (1.170 мотоцикала, 531 аутомобил и 48 трактора).[3]
- оклопне дивизије (7.439 људи): 1 оклопни пук (4 батаљона), 1 берсаљерски пук и 1 артиљеријски пук (2 дивизиона) са механичком вучом (184 већином лака тенка, 581 аутомобил и 48 трактора).[3]
- ауто-транспортне дивизије (10.400 људи) биле су сличне пешадијским, али им је артиљерија имала моторизовану вучу.
- либијске дивизије (7.224 војника): 2 пешадијска пука и два артиљеријска дивизиона.[3]
- фашистичка милиција (итал. Milizia volontaria per la sicurezza nazionale) била је састављена од добровољаца фашиста, тзв. црних кошуља (итал. camicie nere), организованих у 120 легиона.[3]

Ојачана су и модернизована утврђења на граници са Француском и Југославијом. Задарски мостобран, дуг 10 km, имао је 22 батерије у куполама, 31 казамат у стени, 39 бетонских бункера са челичним куполама, 4 подземна склоништа и 23 утврђене карауле.

### Стратегија и тактика
Под утицајем немачке доктрине (Муњевити рат) и теорије генерала Дуета, италијански Генералштаб прихватио је офанзиву на бази оклопних, механизованих и ваздухопловних снага, као основни вид борбе. Али, та доктрина није имала материјалне основе ни у ваздухопловству, које је после форсираног наоружавања европских сила релативно заостало, ни у оклопним и механизованим јединицама које уопште нису имале тешких тенкова, док је средњих тенкова било мало, а недостајала су и транспортна моторна возила. Уопште, доктрина муњевитог рата била је у оштром нескладу са економским могућностима земље (недостатак стратегијских сировина), опремљеношћу армије и моралом трупа и нације уопште, коју фашизам већином није успео да одушеви и припреми за озбиљнији ратни напор у служби Мусолинијевих циљева. То се потврдило убрзо по ступању фашистичке Италије у Други светски рат.

## Ратне операције
Чим је хитлеровска Немачка почела Други светски рат нападом на Пољску, Велико фашистичко веће објавило је да Италија заузима став незараћене, али не и неутралне силе. У ствари, Мусолини је намеравао да ступи у рат тек када победа Осовине постане очигледна. Пошто су крајем маја и почетком јуна 1940. Британци потиснути са континента (Битка код Денкерка), а остаци француске армије потучени на Соми и Ени, Италија је 10. јуна 1940. објавила рат већ побеђеној Француској, као и Великој Британији.
На дан ступања Италије у рат, њене оружане снаге биле су распоређене:
- у метрополи 7 армија и 2 корпуса;
- у Албанији 1 корпус;
- на острвима у Егејском мору 1 дивизија;
- у северној Африци (Либија) 2 армије;
- у источној Африци (Еритреја) 2 дивизије, 29 колонијалних бригада и 17 самосталних батаљона.[3]

### Напад на Француску
Према Француској биле су оријентисане 4 армије јачине око 35 дивизија, али оне нису забележиле готово никакав успех. Упркос томе Италија је захтевала да јој се препусти окупација Француске источно од Роне, уступе Корзика, Алжир, Тунис и Француска Сомалија, изручи француска флота и поморске базе Оран и Казабланка. Али, уговором о примирју са Француском од 24. јуна 1940. морала се задовољити са неколико општина у Алпима и пограничним местом Ментоном, а у Француској Сомалији луком Џибути.

### Рат на Балкану
У жељи за доминацијом на Балкану, Италија је 28. октобра 1940. напала Грчку, али су њене снаге, иако јаче, трпеле поразе све до интервенције Немаца у априлу 1941. (Операција Марита). Заједно са Немачком Италија је 6. априла 1941. напала Југославију са 2. армијом из Истре, снагама 9. армије из Албаније и једним здруженим одредом из задарског мостобрана (Априлски рат). Италијанске трупе су окупирале велики део Југославије, и у заузетим подручјима све до капитулације Италије (септембра 1943) спроводиле терор казненим експедицијама, стрељањима и депортацијама родољуба. За борбу против НОВЈ Италијани су морали да стално држе на територији Југославије читаву 2. армију и 1-2 корпуса 9. армије. Тим италијанским снагама НОВЈ је наносила тешке губитке.

### Рат у Африци
На афричком ратишту италијанске снаге низале су, такође, пораз за поразом. Акцијом бројно слабијих британских снага од 18. јануара до 27. новембра 1941. Италијани су избачени из источне Африке (Етиопија). У северној Африци, упркос ангажовању немачких снага под Ервином Ромелом, Италијани су после битке код Ел Аламејна крајем 1942. изгубили Киренајку и Либију, да би после пораза снага Осовине у Тунису (маја 1943) коначно били избачени из северне Африке.

### Медитеран
У међувремену тешке поразе од Британаца претрпела је и италијанска флота, нарочито у сидришту Таранто (новембра 1940) и у бици код Матапана (марта 1941).

### Источни фронт
Почетком 1942. упућена на Источни фронт италијанска 8. армија (10 дивизија), која је претрпела тешке губитке у бици за Стаљинград, а уништена је на Дону крајем године.

## Капитулација
Под утицајем пораза на свим фронтовима и незадовољства маса ратом и фашистичким режимом, убрзо после савезничког искрцавања на Сицилију (10. јула 1943) дошло је до слома фашизма и испадања Италије из рата. Одлуком Великог фашистичког већа од 24/25. јула 1943. команда над оружаним снагама предата је краљу и поново је успостављена уставна монархија, а Мусолини је ухапшен и интерниран. Нова влада маршала Пјетра Бадоља, представника монархиста, потписала је 3. септембра споразум о примирју и капитулацију, која је ступила на снагу 8. септембра 1943.